# Fornicocassis
Fornicocassis là một chi bọ cánh cứng trong họ Chrysomelidae.
Chi này được miêu tả khoa học năm 1917 bởi Spaeth.

## Các loài
Chi này gồm các loài:
- Fornicocassis rufocincta Spaeth, 1917